# Хайндман, Томас
Томас Кармайкл Хайндман-младший (англ. Thomas Carmichael Hindman, Jr.; 28 января 1828 — 27 сентября 1868) — американский юрист, делегат от Арканзаса в палате представителей США и генерал армии Конфедерации в годы американской гражданской войны.

## Происхождение
Родители Хайндмана, Томас и Салли Холт, имели английские и шотландские корни. Среди его предков по матери был майор Роберт Холт, плантатор и член виргинской Палаты Бюргеров в 1655 году. Семья Холт до переезда в Ноксвилл жила в Галифаксе. По отцу Томас происходил из шотландского клана Кармайкл, который оказался в Америке после того, как король Георг II изгнал из страны 900 сторонников принца Чарльза после сражения при Каллодене (1746).
Сара Кармайкл в 1790-х вышла замуж за Самуэля Хайндмана, пенсильванского торговца. Они переехали в Ноксвилл, и их младший сын Томас Хайндман Старший родился 10 ноября 1793. Согласно семейной легенде, он был первым белым, родившимся в Ноксвилле.
Хайндман-старший был знаменосцем 39-го пехотного полка во время войны 1812 года. Он сражался при Новом Орлеане — в последней крупной битве той войны, и вышел в отставку по состоянию здоровья в 1816 году. 21 января 1819 года он женился в Ноксвилле на Салли Холт. Они поселились в округе Рей в Теннесси, где в 1820 родилась их первая дочь. Потом они переселились в Пост-Ок-Спрингс, где родились Роберт, Мэри и Сара. В 1827 семья вернулась в Ноксвилл. На следующий год родился Томас Кармайкл Хайндман-младший.

### Статьи
- Bobby L. Roberts. General T. C. Hindman and the Trans-Mississippi District (англ.) // The Arkansas Historical Quarterly. — Richmond: Arkansas Historical Association, 2012. — Vol. 71, iss. 2. — P. 110—121.